# Into the Valley of the Moonking
Into the Valley of the Moonking è il quindicesimo album del gruppo AOR/hard rock britannico Magnum. Il disco è uscito nel 2009 per l'etichetta discografica SPV GmbH.

## Tracce
1. Intro – 1:30
2. Cry to Yourself – 4:40
3. All My Bridges – 4:41
4. Take Me to the Edge – 4:17
5. The Moonking – 6:16
6. No One Knows His Name – 4:32
7. In My Mind's Eye – 5:42
8. Time to Cross That River – 5:17
9. If I Ever Lose My Mind – 4:19
10. A Face in the Crowd – 6:24
11. Feels Like Treason – 3:32
12. Blood On Your Barbed Wire Thorns – 6:57

## Formazione
- Mark Stanway - tastiere
- Tony Clarkin - chitarra
- Bob Catley - voce
- Al Barrow - basso
- Jimmy Copley - batteria